# Lampropeltis splendida
Lampropeltis splendida  (лат.) — неядовитая змея семейства ужеобразных (Calubridae).

## Описание
Общая длина достигает 1,2—1,3 м. Голова чёрная с вертикальными светлыми полосами на губных щитках. Общий тон окраски спины тёмно-коричневый или чёрный. По бокам чешуя с большим количеством жёлтого. Рисунок состоит из крупных, более или менее выраженных, четырёхугольных седловидных тёмных пятен, разделённых 2—3 узкими жёлтыми поперечными линиями. Брюхо полностью чёрное.

## Распространение
Обитает от центрального и южного Техаса на западе к югу Аризоны (США) и севере Мексики.

## Образ жизни
Любит засушливые равнины и предгорья, кустарниковые заросли, предпочитает держаться по берегам водоёмов. Активна ночью. Питается ящерицами, змеями и земноводными.
Это яйцекладущая змея. Самка откладывает до 22 яиц.